# Jirka (Izrael)
Jirka nebo Jarka (hebrejsky יִרְכָּא,arabsky يركا, v oficiálním přepisu do angličtiny Yirka, někdy též přepisováno Yarka) je místní rada (malé město) v Izraeli, v Severním distriktu, které obývají izraelští Drúzové.

## Geografie
Leží v nadmořské výšce 281 metrů na západním okraji Horní Galileji. Město se nachází cca 105 kilometrů severovýchodně od centra Tel Avivu a cca 25 kilometrů severovýchodně od centra Haify. Severně od města prochází hluboké údolí vádí Nachal Bejt ha-Emek se skalními útesy Cukej Gita, na jižní straně je to vádí Nachal Jasaf.
Jirka je situována v hustě osídleném pásu, přičemž osídlení v tomto regionu je etnicky smíšené. Vlastní Jirku obývají izraelští Drúzové. V okolí leží muslimská, křesťanská i židovská sídla. Město je na dopravní síť napojeno pomocí lokálních silnic číslo 8533, která vede k západu, do měst Abu Sinan a Džulis, a číslo 8544 směřující na západ. K severu pak vede další místní komunikace, která město propojuje se sousedním Januch-Džat.

## Dějiny
Jirka byla podle místní tradice osídlena Drúzy v 11. století. V obci stojí drúzská svatyně postavená roku 1927 a renovovaná roku 1980. Kromě toho se tu nalézá několik dalších poutních míst. Jedno z nich je uctíváno i podle židovské tradice a má být hrobem Chúšaje (חושי), přítele biblického Davida. Právě jeho celé jméno Chúšaj Arkejský (hebrejsky: Chušaj ha-Arki), mělo inspirovat název nynější obce. Dalším významným centrem drúzského náboženství je hrob šejka Abu Saraji Ghanema – jednoho z hlavních šiřitelů drúzské víry v 11. století, nebo šejka Jusufa. Francouzský cestovatel Victor Guérin obec Jirka koncem 19. století popsal jako drúzskou vesnici s 324 obyvateli s mnoha starobylými stavebními pozůstatky včetně cca 100 starých nádrží na vodu vytesaných do skály.
Jirka byla dobyta izraelskou armádou během války za nezávislost v roce 1948. V roce 1959 byla povýšena na místní radu (malé město).
Jirka sestává z pěti čtvrtí. Jedna z nich, Šchunat Chajalim Mešuchrarim (שכונה חיילים משוחררים), na jihozápadním okraji, je určena pro bydlení drúzských veteránů izraelské armády. V obci fungují tři základní školy, střední škola. Obyvatelstvo se živí drobnou výrobou a řemesly, službami, mnozí dojíždějí za praci mimo obec. Podíl zemědělství na místní ekonomice je nízký. Územní plán obce počítá se zřízením průmyslové zóny o ploše 2400 dunamů (2,4 kilometrů čtverečních). V Jirce působí jeden z největších průmyslových podniků v regionu – ocelářská firma Kadmani Brothers.
V roce 2003 byla Jirka sloučena s okolními obcemi Džulis, Januch-Džat a Abu Sinan do jedné obce nazývané pracovně Město pěti, nebo zkráceně GYYA (podle počátečních písmen jejich názvů). Místní obyvatelé ale plán odmítli a roku 2004 bylo plánované spojení zrušeno a Januch-Džat obnovil svůj status samostatného malého města (místní rady).
V roce 2007 byla Jirka jednou z šesti místních rad v Izraeli, která se ocitla v dluzích a nebyla schopna po několik měsíců vyplácet mzdy obecním zaměstnancům. Přitom už v roce 2004 obec přistoupila na plán finanční sanace, v jehož rámci obdržela státní výpomoc ve výši 10 milionů šekelů. V srpnu 2007 byl do čela obce vládou dosazen židovský dočasný starosta Ari Tal, který nahradil dosavadního starostu Rafika Salameho. Na jeho příchod místní obyvatelé reagovali protesty a Tala musela doprovázet policie.

## Demografie
Jirka je jazykově zcela arabským a nábožensky téměř zcela drúzským městem. Podle údajů z roku 2005 tvořili izraelští Drúzové 98,6 % populace, arabští muslimové 1,1 % a arabští křesťané 0,2 %. Jde o středně velké sídlo městského typu, třebaže zejména na okrajích obce nabývá zástavba spíše venkovského charakteru. K 31. prosinci 2017 zde žilo 16 700 lidí.
| Rok            | 1922 | 1931 | 1945  | 1948  | 1949  | 1955  | 1961  | 1972  | 1980  | 1983  | 1990  | 1993  | 1994  | 1995  | 1996  | 1997   | 1998   | 1999   | 2000   |
| -------------- | ---- | ---- | ----- | ----- | ----- | ----- | ----- | ----- | ----- | ----- | ----- | ----- | ----- | ----- | ----- | ------ | ------ | ------ | ------ |
| Počet obyvatel | 978  | 1196 | 1 500 | 2 340 | 1 926 | 2 400 | 2 700 | 4 400 | 6 000 | 6 500 | 8 200 | 9 100 | 9 300 | 9 600 | 9 900 | 10 100 | 10 400 | 10 700 | 11 000 |

| Rok            | 2001   | 2002   | 2003   | 2004   | 2005   | 2006   | 2007   | 2008   | 2009   | 2010   | 2011   | 2012   | 2013   | 2014   | 2015   | 2016   | 2017   |
| -------------- | ------ | ------ | ------ | ------ | ------ | ------ | ------ | ------ | ------ | ------ | ------ | ------ | ------ | ------ | ------ | ------ | ------ |
| Počet obyvatel | 11 300 | 11 600 | 11 900 | 12 300 | 12 500 | 12 700 | 13 000 | 13 244 | 14 754 | 15 000 | 15 300 | 14 800 | 15 800 | 16 000 | 16 200 | 16 600 | 16 700 |